# Bielański Ośrodek Kultury
Bielański Ośrodek Kultury (BOK) – placówka społeczno-kulturalna dzielnicy Bielany, znajduje się przy ul. Goldoniego 1 w Warszawie.

## Historia
Początki działalności kulturalnej na Bielanach sięgają 1950, kiedy Las Bielański otrzymał nazwę „Park Kultury na Bielanach”. Zbudowano wtedy place zabaw, estrady koncertowe, parkiety taneczne, czytelnie i wypożyczalnie książek. W 1973 Las Bielański uznany został za rezerwat przyrody, co kolidowało z dotychczasową aktywnością kulturalną na tym jego terenie. W 1979 Urząd Dzielnicy Żoliborz podpisał umowę z Warszawską Spółdzielnią Mieszkaniową o wynajęciu części pawilonu handlowego przy ul. Goldoniego na Dom Kultury. Jednocześnie utworzono Dzielnicowe Centrum Kultury Robotniczej Bielany, w którego skład weszły: Park Kultury i Dom Kultury przy Goldoniego. 
W 1994 po raz kolejny zmieniono nazwę, tym razem na Dzielnicowy Ośrodek Kultury. Jego zadaniem było zaspokajanie potrzeb mieszkańców w dziedzinie kultury i kultury fizycznej. W momencie powstania Gminy Bielany (1995) ośrodek stał się instytucją gminną o ostatecznej nazwie Bielański Ośrodek Kultury. Zasady jego działalności uregulowane są w statucie. Od 2000 jest Instytucją Kultury.

## Działalność kulturalna
BOK organizuje różnego rodzaju imprezy kulturalne, koncerty, spektakle, spotkania z twórcami, warsztaty. Działają także stałe sekcje (teatr, plastyka) i zespoły. Regularnie odbywają się wieczorki poetyckie, wernisaże, prezentacje i promocje artystów. Oferta programowa obejmuje dzieci, młodzież, dorosłych oraz seniorów. Ośrodek prowadzi program „Uniwersytet Trzeciego Wieku w BOK” oraz Klub Seniora. W ofercie znajdują się kursy np. języka hiszpańskiego, obsługi komputera, nauka gry na pianinie, warsztaty taneczne.
W Bielańskim Domu Kultury organizowany jest cykliczny „Ogólnopolski Salon Karykatury i Satyry”.

## Filie
Bielański Ośrodek Kultury posiada swoją filię na Wólce Węglowej, przy ul. Estrady 112.